# I Am Your King: The Series
I Am Your King: The Series (ผมขอสั่งให้คุณ) è una serie televisiva thailandese del 2017 a tematica omosessuale.

## Trama

### Prima stagione
Pound è un ragazzo liceale che si sta per trasferire in Cina per motivi scolastici. Pochi giorni prima della partenza organizza una festa con i suoi cinque amici in cui giocano al "gioco del Re" in cui a ogni round ognuno pesca una carta e chi ha estratto quella del Re ha il diritto di obbligare gli altri giocatori a fare ciò che vuole. La festa verte soprattutto su degli obblighi di natura omoerotica e quando, all'ultima mano, Pound riesce a farsi cedere la carta del Re ma perde coscienza, a causa dell'alcol, poco prima di esprimere l'obbigo.
Il giorno successivo si ritrovano tutti a scuola e Pound, avendo ancora a disposizione un obbligo, crea 3 coppie che dovranno comportarsi come amanti per il resto della giornata. Da quella scelta tra i ragazzi nasceranno e termineranno amori e amicizie fino alla partenza di Pound.

### Seconda stagione
Pun, ragazzo omosessuale non dichiarato, decide, nonostante non ne abbia economicamente bisogno, di lavorare in un bar durante il dopo scuola. I proprietari del locale, Tar e Sib, sono appassionati al "gioco del Re" e capita che delle sere invitino i loro amici per giocare. Anche Pun viene coinvolto e giocando si avvicinerà a M, suo compagno di scuola e fratello di Sib.

## Episodi

### Prima stagione
| Episodio | Titolo in italiano    | Prima TV          |
| -------- | --------------------- | ----------------- |
| 1        | L'Inizio del gioco    | 27 agosto 2017    |
| 2        | Stavo solo scherzando | 3 settembre 2017  |
| 3        | Fidanzata fasulla     | 10 settembre 2017 |
| 4        | Rottura               | 17 settembre 2017 |
| 5        | L'ultimo ricordo      | 24 settembre 2017 |

### Seconda stagione
| Episodio | Prima TV         |
| -------- | ---------------- |
| 1        | 19 ottobre 2019  |
| 2        | 26 ottobre 2019  |
| 3        | 2 novembre 2019  |
| 4        | 9 novembre 2019  |
| 5        | 16 novembre 2019 |
| 6        | 23 novembre 2019 |
| 7        | 30 novembre 2019 |
| 8        | 7 dicembre 2019  |
| 9        | 14 dicembre 2019 |
| 10       | 21 dicembre 2019 |

## Personaggi

### Prima stagione
- Pound, interpretato da Kitiwhut Sawutdimilin
È un ragazzo destinato a trasferirsi in Cina per motivi scolastici. Durante la serie si dichiara a New. Fa parte della coppia 3.
- Junho, interpretato da Phurin Ruangvivatjarus
È il migliore amico di Matt e gli viene l'idea di far ingelosire la sua ragazza, che gli presta poca attenzione, baciandosi con lui. Fa parte della coppia 1.
- Matt, interpretato da Nititorn Akkarachotsopon
È fidanzato con Alin. Durante la serie viene lasciato da quest'ultima perché ripreso a baciare Junho (anche se la cosa risulta poi essere un mero pretesto). Fa parte della coppia 1.
- Bright, interpretato da Vittawin Veeravidhayanant
Durante la serie fa finta di essere innamorato di una ragazza di nome Som. Durante la serie si traveste da ragazza. Consola New dopo che è stato lasciato da August rivelandogli che lo ha sempre amato. Fa parte della coppia 2.
- August, interpretato da Siwat Jumlongkul
È il fidanzato segreto di New che, durante la serie, viene lasciato da lui. Fa parte della coppia 2.
- New, interpretato da Kris Songsamphant
È il fidanzato segreto di August ma lo lascia per stare con Pound. Fa parte della coppia 3.
- Insegnante, interpretato da Suppasit Jongcheveevat (Cameo)

### Seconda stagione
- Pun, interpretato da Jessadakorn Kriangsamut "Ryu"
- Sib, interpretato da Thanachar Paosung "Net"
- M, interpretato da Anakame Binsaman "Boat"
- Tar, interpretato da Kritsadayut Thaweechaiwat "Yut"